# Федерація футболу Шрі-Ланки
Федерація футболу Шрі-Ланки — керівний футбольний орган у Шрі-Ланці. Керує національною збірною Шрі-Ланки та Футбольною Прем'єр-лігою Шрі-Ланки.

## Історія
Асоціація, створена в столиці Шрі-Ланки місті Коломбо, була заснована 3 квітня 1939 року на установчому засіданні в готелі «Гейл Фейс» під назвою Цейлонська футбольна асоціація (ЦФА), а в 1952 році на 30-му Конгресі ФІФА в Лісабоні (також помилково вказується 1950 рік) прийнята до цієї організації. У 1954 році приєдналася до АФК., а в 1997 році Федерація футболу Шрі-Ланки разом з Бангладешем, Індією, Мальдівами, Непалом та Пакистаном стала однією з шести членів-засновників Федерації футболу Південної Азії (ФФПА).
Федерація футболу організовує чемпіонат та кубок країни. Національна команда поки що не має трофеїв на чемпіонатах світу чи кубку АФК; її найвищим досягненням є перемога в Кубку Південної Азії 1995 та друге місце на Кубку виклику АФК 2006. Жіноча збірна Шрі-Ланки досягла найбільших успіхів у 2012 та 2014 роках, коли дійшла до півфіналу Кубку Південної Азії. Єдина команда від ФФШЛ, яка брала участь у фінальній частині континентальної першості, чоловіча юнацька збірна U-19. У період з 1957 по 1989 рік чоловіча юнацька збірна Шрі-Ланки різних вікових категорій 10 разів брала участь у чемпіонаті Азії, а найбільший успіх тієї команди — вихід до чвертьфіналу в 1967 році.
Член сенату Джон Тарбат з квітня 1939 року керував новоствореною асоціацією під керівництвом К.В. Макі-молодшого; після припинення його роботи Цейлонський футбольний союз прийшов до тимчасової зупинки на час Другої світової війни, яка тривала до 1946 року. В.Т. Бріндлі став йовим президентом Федерації. У травні 2015 року Ранджіта Родріго на посаді президента ФФШЛ замінив Анура Де Сільва.